# Sashird Lao
Sashird Lao est un groupe de jazz vocal français, originaire de Nice, dans les Alpes-Maritimes, actif entre 2004 et 2012. Le style musical du groupe mêle groove, jazz et les musiques du monde. Sashird Lao compte trois albums, Watsdis sorti en 2007, 3 Secrets sorti en 2009, et Open the Box sorti en 2010. En novembre 2011, le groupe décide de mettre fin à ses activités, et donne un dernier concert au début de 2012.

## Histoire
La formation du groupe trouve son origine dans un projet formé en 2002 appelé Yona Y. Lee, qui réunissait Yona Yacoub et Fred Luzignant autour de compositions dans le style electro. C'est lors d'un voyage en Allemagne que Yona Yacoub a fait deux fois le même rêve : un groupe où les lignes de basse seraient non pas jouées par un bassiste mais chantées. Yona Yacoub et Fred Luzignant intègrent David Amar, et le groupe Sashird Lao est formé le 16 décembre 2004 à Nice,.
Sashird Lao a depuis joué dans plusieurs grands festivals européens : Jazz à Saint Germain, Jazz sous les pommiers, Grenoble Jazz Festival, La Défense Jazz Festival, Jazz à Porquerolles, Jazz sur la ville, Jazz en Scènes, Jazzin'Cheverny, Charlie Jazz Festival, Riga Ritmi (Lettonie), Les Nuits du Sud, Nam'in'Jazz, Popanalia Festival 40 ans après, La Fiesta des Suds, et Babel Med Music[réf. nécessaire].
Sashird Lao participe au Concours national de jazz de la Défense en 2006, remporte le prix du public en 2007 lors des Jazz à Juan Révélations lors de la quarante-septième édition du Festival international de Jazz à Juan,, et devient finaliste des Just Plain Folks Music Awards dans la catégorie « meilleur album jazz vocal »[réf. souhaitée].
Le trio fait la première partie de groupes et artistes tels que Me'shell Ndegeocello, Wayne Shorter, Omar Sosa, Taylor McFerrin, Trilok Gurtu, Sara Lazarus, Nosfell, Johnny Clegg, Musica nuda, Lo'jo, Mario Canonge, Manu Dibango, Hadouk Trio, Enrico Rava, Gabor Winand, Archie Shepp, Paolo Fresu, et Gong Sashird Lao a également joué dans plusieurs pays africains lors d'une tournée en 2009 (Mozambique, Swaziland, Angola, Madagascar, Zambie, Ouganda, Djibouti, Zimbabwe, Éthiopie) mais aussi en 2008 en Australie, au Kosovo, en Italie, en Belgique, au Brésil et en Lettonie.
Le trio tourne un clip vidéo du morceau Keep Me Warm pour la sortie de son premier album, Watsdis, en 2007. Il est suivi par un deuxième album, 3 Secrets, en 2009. En 2010, ils sortent leur troisième album, Open the Box. En novembre 2011, le groupe annonce sa séparation via sa page Facebook. Un dernier concert est donné le 18 février 2012 à Sorgues, dans le Vaucluse.

## Membres
- Yona Yacoub — chant, saxophone, percussions, caisse claire, danse
- Fred Luzignant — chant, trombone, percussions, flûte
- David Amar — basse vocale, saxophone, percussions, caisse claire, flûte traversière

## Discographie

### Albums studio
- 2007 : Watsdis (Imago Records, Aix Film, Le Chant du monde, distribution Harmonia Mundi)
- 2009 : 3 Secrets  (Imago Records, Aix Film, Le Chant du monde, distribution Harmonia Mundi)
- 2010 : Open the Box (Imago Records, Aix Film, Le Chant du monde, distribution Harmonia Mundi)

### Collaborations
- 2007 : Kalam avec Abdel-Ghani Tebbaa (oud, rik, udu, chœurs) dans l'album Watsdis.
- 2007 : Crépuscule avec Thierry Valentini  (saxophone) dans l'album Watsdis.
- 2009 : Trois secrets (Three Views of a Secret) avec Ferruccio Spinetti (contrebasse) du duo Musica nuda dans l'album 3 Secrets.
- 2009 : It Never Entered My Mind avec François Chassagnite (trompette) dans l'album 3 Secrets.